# Marion Greenwood
Marion Greenwood (Brooklyn, 6 de abril de 1909 — Kingston, 20 de agosto de 1970) foi uma artista realista social estadunidense que se tornou popular a partir da década de 1920 e tornou-se famosa tanto nos Estados Unidos quanto no México. Ela é mais conhecida por seus murais, mas também praticou pintura de cavalete, gravura e afrescos.
Ela viajou para o México, Hong Kong, Myanmar e Índia retratando povos de diferentes culturas e etnias e prestando atenção especial aos oprimidos em locais subdesenvolvidos, o que por vezes resultou em uma recepção crítica na era moderna devido a questões de estereótipos étnicos e raciais.

## Infância e educação
Marion Greenwood nasceu no Brooklyn, Nova Iorque em 1909. Filha de Walter Greenwood e Kathryn Boyland, seu pai era pintor e sua irmã mais velha, Grace Greenwood Ames, também era artista.
Ela exibiu talento artístico desde muito jovem e deixou o ensino médio aos quinze anos para estudar com uma bolsa de estudos na Liga de estudantes de Arte de Nova Iorque. Lá ela estudou com os pintores John Sloan e George Bridgman. Ela também estudou litografia com Emil Ganso e mosaico com Alexander Archipenko.
Aos dezoito anos, ela fez várias visitas a Yaddo em Saratoga Springs, Nova Iorque. Lá, ela pintou retratos de intelectuais residentes e ganhou experiência e conhecimento por meio de conversas. Em meados da década de 1920, Greenwood estudou com Winold Reiss, um artista e designer nascido na Alemanha que contribuiu para o movimento renascentista do Harlem. Em 1929, as duas irmãs Greenwood participaram do famoso evento da Boêmia, o Maverick Festival (1915–1931) na Maverick Art Colony em Woodstock, Nova Iorque.
Ainda na adolescência, Greenwood usou os lucros de um retrato de um rico financista para começar suas viagens pela Europa. Na Europa, ela estudou na Academie Colarossi em Paris.

## Carreira
Ela voltou para Nova Iorque em 1930, mas continuou a viajar extensivamente nas quatro décadas seguintes, principalmente pelos Estados Unidos, México e China. Em sua obra, ela empregou vários meios: tinta a óleo, afresco, litografia, gravura, carvão e tinta.
Sua primeira viagem ao sudoeste deu início a um tema em seu trabalho que envolvia retratar etnias e culturas em diferentes partes do mundo. Ao visitar diferentes locais ao longo de sua vida, Greenwood passava um tempo aprendendo sobre as pessoas que lá se encontravam e as usava como tema para desenhos e pinturas. Ao criar grandes murais posteriormente, Greenwood costumava usar esses estudos para colocar as figuras em uma composição maior.

### México
A primeira visita a Taxco, no México, em 1932, marcou uma virada crucial em sua carreira, ela trabalhou em afrescos para o governo mexicano. Entre 1933 e 1936, Greenwood e sua irmã pintaram cinco murais separados em Taxco e Morelia, México. Sua irmã mais velha, Grace, foi sua assistente de pintura enquanto trabalhava no México.
Lá ela conheceu o artista Pablo O'Higgins, que apresentou e ensinou sua pintura a fresco. Como resultado, ela começou a concentrar seus esforços na pintura afresco-mural. O primeiro afresco de Greenwood foi no Mercado en Taxco (1933), localizado na escadaria do Hotel Taxqueño em Guerrero.
O sucesso desta peça resultou em encomendas da Universidade Michoacana de San Nicolás de Hidalgo, em Morelia, e do Mercado Abelardo L. Rodriguez, no centro histórico da Cidade do México. Um exemplo de seu processo é evidente na preparação para a decoração da Universidade Michoacana de San Nicolás de Hidalgo em Morelia. Greenwood passou um ano estudando e mergulhando na cultura dos índigenas Purépecha antes de concluir este projeto.
Seu trabalho durante o período do mural mexicano teve temas revolucionários e foi influenciado pela estilização de José Clemente Orozco e Diego Rivera em suas figuras e composições dinâmicas.

### Comissões, murais e outros trabalhos

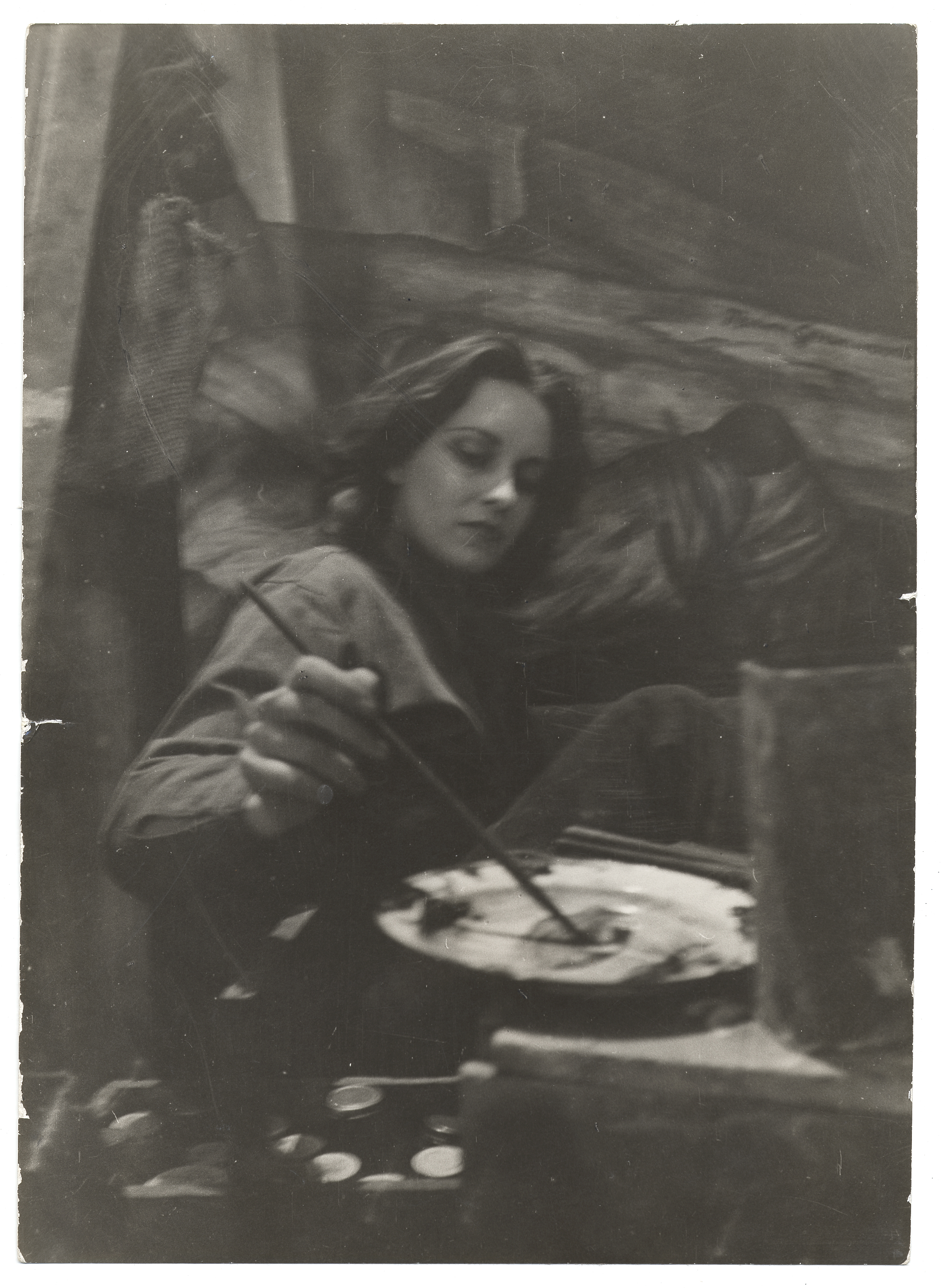
Greenwood pintando um mural para o Federal Art Project da WPA, 1 de janeiro de 1936

Greenwood foi a primeira mulher a receber uma encomenda de um mural de um governo estrangeiro. Pouco depois desses projetos, ela voltou aos Estados Unidos para criar um mural para o salão social do Westfield Acres Housing Project em Camden, Nova Jérsei. Em 1937, ela foi contratada para lecionar pintura a fresco na Universidade Columbia e, um ano depois, foi contratada pela Section of Fine Arts para pintar um mural a óleo, The Partnership of Man and Nature, para o correio em Crossville, Tennessee.
Os murais de Greenwood geralmente eram grandes cenas dramáticas com grupos de pessoas engajadas em práticas culturais ou, no caso de um projeto de obras sociais, trabalhadores em seu ambiente. Muitas vezes os murais apresentavam temas de otimismo, democracia e diversidade Por exemplo, Rehearsal for African Ballet mostra um grupo de afro-americanos tocando, cantando e dançando juntos. Em Blueprint for the Living, os trabalhadores estão colocando tijolos e construindo enquanto uma família observa a construção. Em 1939, ela se casou com o britânico Charles Fenn.
Em 1940, ela foi contratada pelo Federal Art Project para pintar afrescos para o projeto habitacional Red Hook no Brooklyn. Este projeto, intitulado Blueprint for Living, era destinado a cidadãos de baixa renda em moradias públicas e expressou otimismo por um futuro mais harmonioso. Por volta de 1940, Greenwood começou a se concentrar na pintura e gravura de cavalete, geralmente retratando cenas poderosas e grandiosas das classes trabalhadoras ou retratos perspicazes. Os temas da obra dos anos 40 eram principalmente retratos de pessoas, muitas vezes indivíduos de classe baixa labutando no trabalho ou na miséria de regiões estrangeiras, bem como nos Estados Unidos. Greenwood foi aplaudida pelos críticos por "sua profunda simpatia para com os pobres e oprimidos de todas as terras, seu sentimento democrático natural" e "seu desprezo pelas dificuldades e barreiras de classe". Ela era vista como uma defensora dessas figuras em luta da mesma forma que apoiava os movimentos sociais com seus murais reais sociais.

### Segunda Guerra Mundial
No início da Segunda Guerra Mundial (1939–1945), Greenwood foi uma das duas únicas mulheres indicadas como artista correspondente de guerra no Programa de Arte do Exército dos Estados Unidos da Segunda Guerra Mundial. Durante esse tempo, ela pintou o recondicionamento de soldados feridos. Às vezes, isso envolvia estar presente em cirurgias para esboçar e acompanhar o paciente até a terapia ocupacional. As pinturas, desenhos e gravuras desta série estão nos arquivos oficiais do Departamento de Guerra dos Estados Unidos. Abbott Laboratories, a empresa farmacêutica, ajudou a financiar aspectos do programa.

### Hong Kong
Na primavera de 1946, ela viajou com seu marido Charles Fenn para viver e trabalhar em Hong Kong, com uma escala em Londres, Birmânia e Índia. Fenn tinha vivido em Hong Kong antes da Segunda Guerra Mundial e estava começando um emprego com os fuzileiros navais dos Estados Unidos para o Escritório de Serviços Estratégicos e, nessa época, Hong Kong era fortemente influenciada pelos colonos britânicos. As viagens de Greenwood incluíram uma viagem de quatro dias a Cantão (formalmente conhecida como Canton), China e uma viagem de fim de semana a Macau. Ela voltou para Nova Iorque sozinha em junho de 1947. Em dezembro de 1947, ela fez sua estreia solo com peças de arte de sua estadia em Hong Kong na galeria Associated American Artists (AAA) em Nova Iorque, e outra exposição de arte foi realizada em março de 1948. Greenwood e Fenn se divorciaram.

### Mural de Knoxville
Em 1954, Greenwood recebeu uma grande comissão para um mural a óleo sobre linho de 6 por 29 pés, "The History of Tennessee" apelidado de "The Singing Mural", no auditório do centro estudantil do University Center na Universidade do Tennessee em Knoxville. Demorou um ano para terminar a pintura, e durante o qual Greenwood ensinou cursos de arte na universidade enquanto trabalhava como artista residente no mural.
O mural foi projetado para representar as tradições folclóricas e a música do Tennessee. Existem quatro seções temáticas para o mural. Quando a pintura foi concluída e revelada em junho de 1955, foi vandalizada, ocultada e debatida principalmente devido a imagens que foram percebidas como estereótipos raciais. Um dos painéis mostrava um homem negro adulto cultivando algodão (não está claro no mural se ele está sendo retratado como escravo, meeiro ou fazendeiro), enquanto sorri.
Em 1972, o mural foi escondido e coberto com painéis. Em 2006, o mural foi descoberto devido aos pedidos dos alunos e o “Projeto Mural Greenwood” foi formado no campus para discutir censura e raça. Em 2013, o prédio do Centro Universitário que abrigava o mural foi removido e o mural restaurado e colocado em armazenamento.

## Vida posterior
Ela se sexibiu em várias mostras individuais na American Contemporary Artists Gallery na cidade de Nova Iorque. Ela também expôs sua obra na Corcoran Gallery of Art, no Whitney Museum of American Art, no Museu de Arte Moderna e na Feira Mundial de Nova York.
Seu último mural foi feito em 1965 na Universidade de Syracuse, este mural foi dedicado a mulheres do mundo e combinou desenhos e pinturas de seus estudos e viagens pelo mundo. No final de sua vida, ela morou em Woodstock, Nova Iorque com seu segundo marido, Robert Plate.
Ela morreu em 20 de agosto de 1970, em Kingston, Nova Iorque, após uma longa enfermidade e uma hemorragia cerebral.

## Coleções de arte
Suas obras estão representadas nas coleções de arte pública do Metropolitan Museum of Art, daa Biblioteca do Congresso, Biblioteca Pública de Nova Iorque, Museu Smithsoniano de Arte Americana, Galeria Nacional de Arte, Hirshhorn Museum and Sculpture Garden, Museu Nacional das Mulheres nas Artes, Currier Museum of Art, Museus de Belas Artes de São Francisco, Museu de Arte de Indianápolis, Museu de Arte de Cleveland, Wichita Art Museum (WAM), Maier Museum of Art, entre outros.
Sua obra também está nas coleções particulares de Maurice Wertheim, Joseph Hirschorn e Marc Sandler.

## Prêmios
- 1944 - Segundo Prêmio de Painting In The United States, no Carnegie Museum of Art, pela pintura Mississippi Girl (1943)[5]
- 1946 - Prêmio de litografia do John Herron Art Institute
- 1951 - Primeiro Prêmio Walter Lippincott na Academia de Belas Artes da Pensilvânia
- 1952 - Primeiro Prêmio Altman para desenho de figuras da 127.ª Academia Nacional Anual de Design
- 1956 - Segundo Prêmio Purchase no Butler Institute of American Art, pela pintura Elegy
- 1959 - Prêmio Grumbacher da National Association of Women Artists (NAWA)[5]
- 1959 - Eleição para a organização da Academia Nacional de Desenho.[5]